# Mihai Aioani
Mihai Marian Aioani (Buftea, 7 novembre 1999) è un calciatore rumeno, portiere del Rapid Bucarest.

## Carriera

### Club
Cresciuto nel settore giovanile del Chindia Târgoviște, ha esordito in prima squadra il 9 marzo 2016 disputando l'incontro di Liga II vinto 7-0 contro lo Sportul Snagov. Il 15 luglio 2019 ha debuttato nella massima serie rumena giocando da titolare il match pareggiato 2-2 contro il Gaz Metan Mediaș.

### Nazionale
Ha partecipato agli Europei Under-21 del 2021.
Ha partecipato ai Giochi Olimpici di Tokyo.

## Statistiche

### Presenze e reti nei club
Statistiche aggiornate al 2 luglio 2025.
| Stagione                  | Squadra                   | Campionato                | Campionato | Campionato | Coppe nazionali | Coppe nazionali | Coppe nazionali | Coppe continentali | Coppe continentali | Coppe continentali | Altre coppe | Altre coppe | Altre coppe | Totale | Totale | Totale |
| Stagione                  | Squadra                   | Comp                      | Pres       | Reti       | Comp            | Pres            | Reti            | Comp               | Pres               | Reti               | Comp        | Pres        | Reti        | Pres   | Reti   |        |
| ------------------------- | ------------------------- | ------------------------- | ---------- | ---------- | --------------- | --------------- | --------------- | ------------------ | ------------------ | ------------------ | ----------- | ----------- | ----------- | ------ | ------ | ------ |
| 2015-2016                 | Chindia Târgoviște        | L2                        | 3          | -3         | CR              | 0               | 0               |                    | -                  | -                  |             | -           | -           | 3      | -3     |        |
| 2016-2017                 | Chindia Târgoviște        | L2                        | 6          | -8         | CR              | 1               | -1              |                    | -                  | -                  |             | -           | -           | 7      | -9     |        |
| 2017-2018                 | Chindia Târgoviște        | L2                        | 10+2       | -8+-1      | CR              | 0               | 0               |                    | -                  | -                  |             | -           | -           | 12     | -9     |        |
| 2018-2019                 | Chindia Târgoviște        | L2                        | 35         | -28        | CR              | 0               | 0               |                    | -                  | -                  |             | -           | -           | 35     | -28    |        |
| 2019-2020                 | Chindia Târgoviște        | L1                        | 30+2       | -51+-1     | CR              | 1               | -1              |                    | -                  | -                  |             | -           | -           | 33     | -53    |        |
| 2020-2021                 | Chindia Târgoviște        | L1                        | 32+1       | -23+-3     | CR              | 0               | 0               |                    | -                  | -                  |             | -           | -           | 33     | -26    |        |
| Totale Chindia Târgoviște | Totale Chindia Târgoviște | Totale Chindia Târgoviște | 116+5      | -121+-5    |                 | 2               | -2              |                    | -                  | -                  |             | -           | -           | 123    | -128   |        |
| 2021-2022                 | Farul Costanza            | L1                        | 37         | -37        | CR              | 0               | 0               |                    | -                  | -                  |             | -           | -           | 37     | -37    |        |
| 2022-2023                 | Farul Costanza            | L1                        | 39         | -40        | CR              | 0               | 0               |                    | -                  | -                  |             | -           | -           | 39     | -40    |        |
| 2023-gen. 2024            | Farul Costanza            | L1                        | 18         | -25        | CR              | 0               | 0               | UCL+UECL           | 2+6                | -3+-7              | SR          | 1           | -1          | 27     | -36    |        |
| Totale Farul Costanza     | Totale Farul Costanza     | Totale Farul Costanza     | 94         | -102       |                 | 0               | 0               |                    | 8                  | -10                |             | 1           | -1          | 103    | -113   |        |
| gen.-giu. 2024            | Rapid Bucarest            | L1                        | 14         | -19        | CR              | 0               | 0               |                    | -                  | -                  |             | -           | -           | 14     | -19    |        |
| 2024-2025                 | Rapid Bucarest            | L1                        | 23         | -27        | CR              | 4               | -2              |                    | -                  | -                  |             | -           | -           | 27     | -29    |        |
| 2025-2026                 | Rapid Bucarest            | L1                        | -          | -          | CR              | -               | -               |                    | -                  | -                  |             | -           | -           | -      | -      |        |
| Totale carriera           | Totale carriera           | Totale carriera           | 252        | -274       |                 | 6               | -4              |                    | 8                  | -10                |             | 1           | -1          | 267    | -289   |        |

## Palmarès

### Club

#### Competizioni nazionali
- Campionato rumeno: 1

Farul Costanza: 2022-2023